# Santa Marinha de Oriz
Santa Marinha de Oriz ist ein Ort und eine ehemalige Gemeinde (Freguesia) im Norden Portugals.
Santa Marinha de Oriz gehört zum Kreis Vila Verde im Distrikt Braga. Die Gemeinde hatte eine Fläche von 3,7 km² und 336 Einwohner (Stand 30. Juni 2011).
Am 29. September 2013 wurden die Gemeinden Oriz (Santa Marinha) und Oriz (São Miguel) zur neuen Gemeinde União das Freguesias de Oriz (Santa Marinha) e Oriz (São Miguel) zusammengeschlossen.